# Sageraea
Sageraea Dalzell – rodzaj roślin z rodziny flaszowcowatych (Annonaceae). Obejmuje 9 gatunków. Wszystkie występują naturalnie w klimacie tropikalnym Azji, na obszarze od Indii i Sri Lanki po Filipiny. Gatunkiem typowym jest S. laurina Dalzell.

## Morfologia
PokrójZimozielone drzewa.
LiścieNaprzemianległe, pojedyncze, całobrzegie.
KwiatyPromieniste, jedno- lub obupłciowe, pojedyncze lub zebrane w pęczki, rozwijają się w kątach pędów lub bezpośrednio na gałęziach, a także czasem na pniu (kaulifloria). Mają 3 wolne i nakładające się na siebie działki kielicha. Płatków jest 6, ułożonych w dwóch okółkach, są wolne, nakładające się na siebie, podobne do siebie. Kwiaty mają 6–28 wolnych pręcików oraz 3–6 wolnych owocolistków.
OwoceSiedzące lub osadzone na krótkich szypułkach rozłupnie, zebrane w owoc zbiorowy.

## Systematyka
Pozycja według APweb (aktualizowany system APG IV z 2016)
Rodzaj wraz z całą rodziną flaszowcowatych w ramach rzędu magnoliowców wchodzi w skład jednej ze starszych linii rozwojowych okrytonasiennych określanych jako klad magnoliowych.
Lista gatunków
- Sageraea bracteolata R.Parker
- Sageraea elliptica (A.DC.) Hook.f. & Thomson
- Sageraea lanceolata Miq.
- Sageraea laurina Dalzell
- Sageraea listeri King
- Sageraea reticulata Craib
- Sageraea sarawakensis Heusden
- Sageraea thwaitesii Hook.f. & Thomson
- Sageraea zeylanica Heusden